# Theodor Mundt
Theodor Mundt (Potsdam, 19 de setembre de 1808 - Berlín, 30 de novembre de 1861) fou un crític i novel·lista alemany.
Estudià filologia i filosofia a Berlín. El 1832 s'instal·là a Leipzig com a periodista, on coedità Blätter für litterarische Unterhaltung, i on se'l sotmetia a una supervisió policial rigorosa. El 1839 es casà amb Klara Müller (1814 - 1873), que sota el nom de Luise Mühlbach es convertia en un novel·lista popular, i es traslladà el mateix any a Berlín. Aquí la seva intenció d'entrar a una carrera acadèmica era per un temps frustrat pel seu enfrontament amb les lleis de premsa prussianes. El 1842, tanmateix, se li permetia establir-se com a Privatdozent. El 1848 se'l nomenà professor de Literatura i Història a Breslau, i el 1850 professor i bibliotecari a Berlín, on moria.
Mundt va escriure extensament sobre temes estètics, i com a crític tenia influència considerable en el seu temps. Entre els seus treballs destaquen Die Kunst der deutschen Prosa (1837); Geschichte der Literatur der Gegenwart (1840); Aesthetik, die Idee der Schönheit und des Kunstwerks im Lichte unserer Zeit (1845, nova edició 1868); Die Götterwelt der alten Völker (1846, nova edició 1854). També va escriure unes quantes novel·les històriques com Thomas Münzer (1841); Mendoza (1847); i Die Matadore (1850). Però potser el títol principal de Mundt que li donà fama fou la seva contribució en l'emancipació de les dones, un tema que elaborà en el seu Madonna, Unterhaltungen mit einer Heiligen (1835).